# Euan Hillhouse Methven Cox
Euan Hillhouse Methven Cox ( 1893 - 1977), fue un coleccionista de plantas, botánico, horticultor escocés, realizando extensas expediciones botánicas a Birmania y su frontera con China, de 1919 a 1920.

## Algunas publicaciones
- 1944. The Honourable East India Company and China. Proceedings of the Linnean Soc. 156: 5-8

### Libros
- euan hillhouse methven Cox, Peter Alfred Cox. 1958. Modern shrubs. Ed. Nelson. 215 pp.
- ------------, ------------. 1956. Modern rhododendrons. Ed. Thomas Nelson & Sons. 193 pp.
- 1947. Primulas for garden and greenhouse. Ed. Dulau; B.H. Blackwell. 86 pp.
- 1945. Plant Hunting in China: A History of Botanical Exploration in China and the Tibetan Marches. Ed. Collins. 228 pp.
- 1935. A history of gardening in Scotland. Ed. Chatto & Windus for New flora & silva Ltd. 228 pp.
- 1927. The modern English garden. Ed. Country life Ltd. 192 pp.
- 1927. The evolution of a garden. Volumen 132 de Home university library of modern knowledge. Ed. Williams & Norgate. 256 pp.
- 1924. Rhododendrons for amateurs. Ed. Country life Ltd. 111 pp.

## Honores

### Epónimos
- (Berberidaceae) Berberis coxii C.K.Schneid.[1]

- (Orchidaceae) Taeniophyllum coxii (Summerh.) Summerh.[2]

- (Pandanaceae) Freycinetia coxii Huynh[3]

- (Rosaceae) Sorbus coxii McAll.[4]
- La abreviatura «Cox» se emplea para indicar a Euan Hillhouse Methven Cox como autoridad en la descripción y clasificación científica de los vegetales.[5]